# Arondismentul Melun
Arondismentul Melun (în franceză Arrondissement de Melun) este un arondisment din departamentul Seine-et-Marne, regiunea Île-de-France, Franța.

## Subdiviziuni

### Cantoane
- Cantonul Brie-Comte-Robert
- Cantonul Le Châtelet-en-Brie
- Cantonul Combs-la-Ville
- Cantonul Le Mée-sur-Seine
- Cantonul Melun-Nord
- Cantonul Melun-Sud
- Cantonul Mormant
- Cantonul Perthes
- Cantonul Savigny-le-Temple
- Cantonul Tournan-en-Brie

### Comune
| 1. Andrezel (77004)               | 2. Arbonne-la-Forêt (77006)     | 3. Argentières (77007)               | 4. Aubepierre-Ozouer-le-Repos (77010) | 5. Barbizon (77022)                   |
| 6. Beauvoir (77029)               | 7. Blandy (77034)               | 8. Boissettes (77038)                | 9. Boissise-la-Bertrand (77039)       | 10. Boissise-le-Roi (77040)           |
| 11. Bombon (77044)                | 12. Brie-Comte-Robert (77053)   | 13. Bréau (77052)                    | 14. Cesson (77067)                    | 15. Chailly-en-Bière (77069)          |
| 16. Champdeuil (77081)            | 17. Champeaux (77082)           | 18. La Chapelle-Gauthier (77086)     | 19. Chartrettes (77096)               | 20. Chaumes-en-Brie (77107)           |
| 21. Chevry-Cossigny (77114)       | 22. Le Châtelet-en-Brie (77100) | 23. Châtillon-la-Borde (77103)       | 24. Châtres (77104)                   | 25. Clos-Fontaine (77119)             |
| 26. Combs-la-Ville (77122)        | 27. Coubert (77127)             | 28. Courquetaine (77136)             | 29. Courtomer (77138)                 | 30. Crisenoy (77145)                  |
| 31. Cély (77065)                  | 32. Dammarie-lès-Lys (77152)    | 33. Favières (77177)                 | 34. Fleury-en-Bière (77185)           | 35. Fontaine-le-Port (77188)          |
| 36. Fontenailles (77191)          | 37. Fouju (77195)               | 38. Féricy (77179)                   | 39. Férolles-Attilly (77180)          | 40. Grandpuits-Bailly-Carrois (77211) |
| 41. Gretz-Armainvilliers (77215)  | 42. Grisy-Suisnes (77217)       | 43. Guignes (77222)                  | 44. Lieusaint (77251)                 | 45. Limoges-Fourches (77252)          |
| 46. Lissy (77253)                 | 47. Liverdy-en-Brie (77254)     | 48. Livry-sur-Seine (77255)          | 49. Lésigny (77249)                   | 50. Machault (77266)                  |
| 51. Maincy (77269)                | 52. Melun (77288)               | 53. Moisenay (77295)                 | 54. Moissy-Cramayel (77296)           | 55. Montereau-sur-le-Jard (77306)     |
| 56. Mormant (77317)               | 57. Le Mée-sur-Seine (77285)    | 58. Nandy (77326)                    | 59. Ozouer-le-Voulgis (77352)         | 60. Pamfou (77354)                    |
| 61. Perthes (77359)               | 62. Presles-en-Brie (77377)     | 63. Pringy (77378)                   | 64. Quiers (77381)                    | 65. La Rochette (77389)               |
| 66. Rubelles (77394)              | 67. Réau (77384)                | 68. Saint-Fargeau-Ponthierry (77407) | 69. Saint-Germain-Laxis (77410)       | 70. Saint-Germain-sur-École (77412)   |
| 71. Saint-Martin-en-Bière (77425) | 72. Saint-Méry (77426)          | 73. Saint-Ouen-en-Brie (77428)       | 74. Saint-Sauveur-sur-École (77435)   | 75. Savigny-le-Temple (77445)         |
| 76. Seine-Port (77447)            | 77. Servon (77450)              | 78. Sivry-Courtry (77453)            | 79. Soignolles-en-Brie (77455)        | 80. Solers (77457)                    |
| 81. Tournan-en-Brie (77470)       | 82. Valence-en-Brie (77480)     | 83. Vaux-le-Pénil (77487)            | 84. Verneuil-l'Étang (77493)          | 85. Vert-Saint-Denis (77495)          |
| 86. Villiers-en-Bière (77518)     | 87. Voisenon (77528)            | 88. Yèbles (77534)                   | 89. Échouboulains (77164)             | 90. Les Écrennes (77165)              |
| 91. Évry-Grégy-sur-Yerre (77175)  |                                 |                                      |                                       |                                       |